# L'Éveil (roman)
Pour les articles homonymes, voir L'Éveil.
L'Éveil est le premier roman de Line Papin paru le 24 août 2016 aux éditions Stock, récompensé du Prix de la vocation et du Prix des Lauriers verts.

## Présentation
Le roman se passe à Hanoï, au Vietnam. Histoire d'amour à quatre voix, qualifié de « joli quadrilatère », il présente quatre personnages : Juliet, fille de l'ambassadeur d'Australie au Vietnam, Raphaël, serveur, Laura, voyageuse énigmatique, et Lui, dont le nom n'est jamais cité, mais qui n'en reste pas moins central. Lors de la fête d'anniversaire d'un certain monsieur Klin, la jeune Juliet s'éprend de Lui, garçon mystérieux, fascinant, aux yeux jaunes. Elle le suit, dans les ruelles de Hanoi.
Amoureuse, elle brave les règles strictes de l'ambassade, espace climatisé et aseptisé, pour s'enfuir dans la ville brouillonne, « saturée de chaleur et de sève ». Avec Lui, elle découvre l'amour, Hanoï, la moiteur, les sentiments exacerbés et la passion. Mais le garçon est encore « marqué par la présence de Laura, une fille explosive, “explosée” même selon Line Papin ». Juliet découvre alors aussi la mort, à travers l'enterrement de son grand-père et le personnage cassé de Laura.
Les chapitres s'alternent, à deux voix. Deux narrateurs racontent l'histoire : Juliet et Lui. Deux points de vue sont donnés. L'auteure s'insinue dans les pensées et les désirs les plus secrets des personnages « pour conduire ce huis clos suffocant jusqu'à son terme ». « À cet enfièvrement, vient se greffer Hanoi, ville étouffante, tumultueuse et gorgée de sensualité ». Les deux histoires d'amour se mêlent, passé et présent se confondent, pour conduire le roman à son paroxysme.
« Ode à la jeunesse, à l'énergie et à la mélancolie, L'Éveil, c'est l'âge des sentiments forts et absolus ».

## Réception critique
L'Éveil est le premier roman de Line Papin. Âgée de 20 ans lors de sa parution, en août 2016, elle est alors la plus jeune romancière de la rentrée littéraire. L'Éveil reçoit un bel accueil de la presse, ainsi que plusieurs prix tels que le Prix de la Vocation, le Prix des Lauriers Verts et le Prix du Premier Roman de la revue Transfuge. Il est sélectionné au Prix Coup de Cœur des Lycéens de la Fondation Prince Pierre de Monaco et au Prix de la Bastide de Gordes.

## Citations
- « C'est drôle parce que ça a commencé comme ça, par moi fascinée qui découvre cet homme voilé ; et ça a continué, tout le temps, comme ça, avec moi fascinée qui soulève les voiles un à un sans trouver jamais, en dessous, aucun visage[5]. »
- « Je dois y retourner, c'est insupportable de le savoir ici, lui qui marche et vit non loin. Non, il ne s'agit pas encore de l'éveil, du vrai, c'est mon attention seule qu'il éveille pour l'instant, et c'est en dessous, plus loin, que nous allons éclore et tomber et rouler. Je suis à l'orée de l'éveil[5]. »
- « C'était moi, il fallait me voir, ce soir-là, j'étais folle et merveilleuse d'être aimée, d'aimer[5]... »